# Contigo Hasta El Final
„Contigo Hasta El Final“ (výslovnost [konˈtiɣo ˈasta el fiˈnal]IPA, do češtiny přeloženo jako S tebou až do konce) je píseň, napsaná španělskou skupinou El Sueño de Morfeo (zkráceně jen ESDM). S písní reprezentovali Španělsko na Eurovision Song Contest 2013.

## Pozadí
Dne 17. prosince 2012 byla El Sueño de Morfeo interně zvolena veřejnoprávním vysílatelem RTVE jako reprezentant Španělska na Eurovision Song Contest 2013. Skupina prezentovala čtyři skladby, které byly ve hře o Eurovision Song Contest 2013. Ve španělském národním kole zazpívali tři z nich. Písně „Contigo Hasta El Final“ a „Dame út Voz“ byly vybrány přímo do celostátního finále, zatímco „Atrévete“ byla vybrána prostřednictvím on-line hlasování, kde porazila píseň „Revolución“.
V národním finále, které se konalo dne 26. února 2013, byla píseň vybrána z rozložení 50% diváckého hlasování a 50% hlasů poroty. „Contigo Hasta El Final“ získala od poroty i od diváků nejvyšší počet bodů, a tak byla vybrána k reprezentaci Španělska na Eurovision Song Contest 2013.

## Vydání
Původní verze písně byla vydána jako singl na digitálních platformách 5. března 2013 jako Contigo Hasta El Final (Versión Gala TVE Eurovisión).
Album s názvem Todos tenemos un sueño, které bylo vydáno dne 7. května 2013, obsahuje video verzi písně i anglicky nazpívanou verzi písně „With you until the end“.

## Videoklip

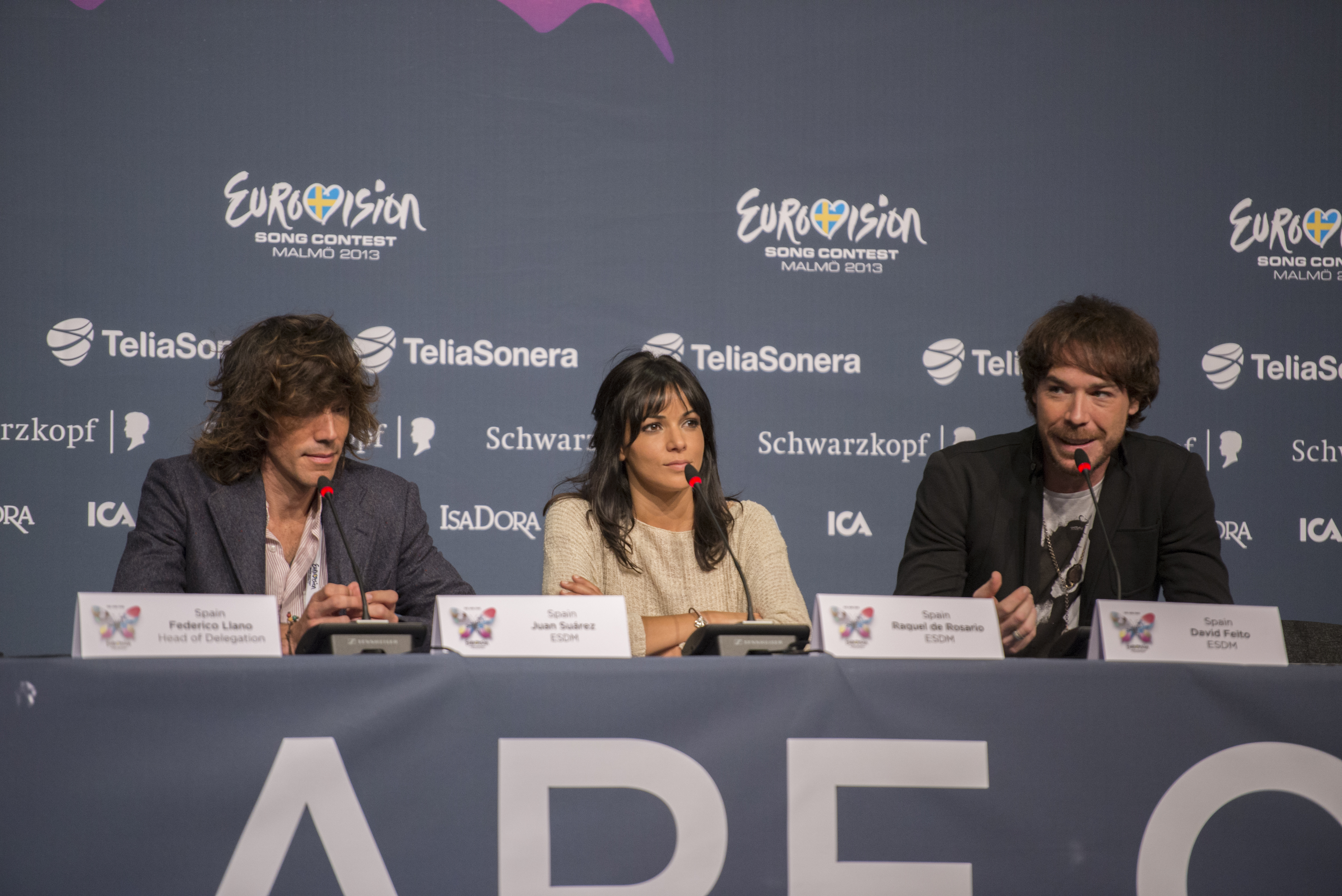
El Sueño de Morfeo na tiskové konferenci během Eurovision Song Contest 2013

Videoklip k písni měl premiéru 14. března 2013. Videoklip režírovaný Pedrem Castrem, byl točen na různých místech obce Llanes v Asturii v prvních dnech března 2013. Videoklip sloužil k uvedení verze písně na albu.

## Eurovision Song Contest
„Contigo Hasta El Final“ byla reprezentantem Španělska na Eurovision Song Contest 2013. Španělsko, jako bývalý člen zemí Big 5, se automaticky kvalifikovalo do finále dne 18. května 2013. Ve finále se píseň umístili na 25. místě z 26 soutěžící se ziskem 8 bodů.

## Žebříčky
| Žebříček (2013)            | Nejvyšší pozice |
| -------------------------- | --------------- |
| Spain Singles (PROMUSICAE) | 32              |
| Spain Airplay (PROMUSICAE) | 32              |